# Tybalmia funeraria
Tybalmia funeraria är en skalbaggsart som beskrevs av Bates 1880. Tybalmia funeraria ingår i släktet Tybalmia och familjen långhorningar.
Artens utbredningsområde är:
- Guatemala.
- Honduras.

Inga underarter finns listade i Catalogue of Life.